# Zdihovo (Jastrebarsko)
Zdihovo is een plaats in de gemeente Jastrebarsko in de Kroatische provincie Zagreb. De plaats telt 302 inwoners (2001).